# Corentin Cariou (metropolitana di Parigi)
Corentin Cariou è una stazione della linea 7 della metropolitana di Parigi.

## La stazione
La stazione venne aperta nel 1910 con il nome Pont de Flandre.
Durante l'occupazione militare di Parigi da parte della Wehrmacht (1940-1944), la stazione fu occupata dai soldati nazisti e divenne luogo delle esecuzioni.
Dopo la liberazione di Parigi, la stazione venne restaurata e riaperta il 10 febbraio 1946 con il nome di Corentin Cariou, in onore dell'ex consigliere del XIX arrondissement ucciso dai Nazisti il 7 marzo 1942.
La stazione ha due binari passanti con le banchine ai lati. All'esterno, si trova un attracco per traghetti.

## Corrispondenze
- Noctilien: N42.